# Elmer Dewey
Elmer Dewey (1884 – Hollywood, 28 oktober 1954) was een Amerikaans acteur in het tijdperk van de stomme film. Hij was ook gekend onder de naam Don Danilo.
Hij overleed op 70-jarige leeftijd aan een hartaanval.